# 楊家成
楊家成（英語：Jeremy Yang，1983年7月1日—），出生於广东省广州市上下九。5歲時隨同父母遠赴美國加州求學。曾經當過歌手、魔術師、飯店餐飲從業人員，現在是全職的美式英語教師。他用多元的方式從事美式英語教學，受到大眾的喜愛，在補教界、網路線上教學的CCTalk與湯圓英語都有廣大的學生群，教學影片累積粉絲人數超過2,000萬人。目前住在廣東省深圳市。

## 資歷
1999年在舊金山華人流行之星歌唱比賽第一名之後，與唱片公司福茂唱片簽約。
2001年到臺灣發行音樂單曲。
2003年拍攝電視連續劇家有菲菲。
2004年發行首張個人專輯。
2005年在台北市文山區雙語幼兒園正式開始第一份美式英語教育工作。
2009年回到廣東並繼續美式英語教學工作，閒暇時拍攝美式英語教學視頻，引起廣大的注意。
2014年受邀擔任CCTV希望之星英語口語比賽評委。
2015年受邀擔任哈佛大學英語演講技巧專題研討講師，同年，隨同大陸內地知名演員李易峰的電影《老炮兒》，在義大利威尼斯電影節閉幕片的隨行翻譯。
2016年受邀擔任美國學術十項全能總決賽評委。
2017年榮獲中國年度視頻紅人獎。
2018年榮獲新浪教育、新浪微博、西瓜、bilibili、CCtalk等最具影響力教育自媒體獎。
2020年12月18日在北京中國大飯店舉辦克勞銳頒獎典禮，榮獲克勞銳「教育自媒體獎」。

## 專輯
- 《Baby come to me》[1](2004年)

曲目
1.共同體
2.Baby Come To Me('抱抱我'-Olympus數位相機2004年度廣告歌)
3.你的理由
4.她有
5.我不是唯一
6.911
7.Be My Valentine
8.未接來電
9.我真的受夠了
10.Babe Tell Me Why

## 演出
- 麥香奶茶廣告「綠色隧道」篇--男主角
- 代言球鞋品牌converse代言
- 偶像劇『家有菲菲』
- 愛爾達綜合台『愛上台灣第二集』

## 外部連結
- 聯合追星網 楊家成檔案 （页面存档备份，存于）

1. ↑  . www.youtube.com.   [2021-02-19].